# Erigonoplus spinifemuralis
Erigonoplus spinifemuralis là một loài nhện trong họ Linyphiidae.
Loài này thuộc chi Erigonoplus. Erigonoplus spinifemuralis được Dimitrov miêu tả năm 2003.